# Vallée Centrale (États-Unis)
Pour les articles homonymes, voir Vallée Centrale.

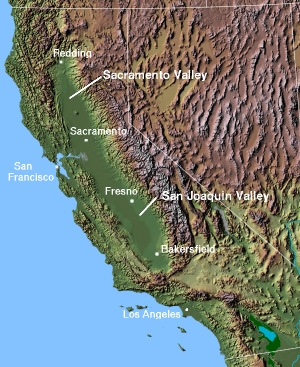
Localisation.

La vallée Centrale de Californie (en anglais : Central Valley) est un ensemble de relief plat et d'altitude peu élevée qui se trouve au centre de l'État de Californie aux États-Unis. De forme longitudinale (600 km du nord au sud), ses terres sont mises en valeur par une agriculture intensive. Elle est parcourue par deux cours d'eau qui sont le Sacramento (au nord) et le San Joaquin (au sud). Elle constitue un axe majeur de circulation en reliant la Californie du Nord à la Californie du Sud.

## Géographie physique

### Une vallée d’effondrement encadrée par des montagnes
La Vallée Centrale est une dépression d'origine tectonique, couverte par les molasses résultant de l'érosion des montagnes qui l'encadrent. Ces montagnes sont à l’ouest les chaînes côtières du Pacifique et à l’est la sierra Nevada. Au nord, la vallée est bordée par la chaîne des Cascades et au sud par les monts Tehachapi.
La Vallée Centrale mesure environ 600 km du nord au sud sur 80 km d'est en ouest.
Du point de vue géologique, la Vallée centrale est un synclinal relativement récent et rempli de sédiments de l'ère quaternaire dont l'épaisseur atteint 900 mètres. Son altitude ne dépasse jamais 150 mètres et certains secteurs se trouvent même sous le niveau moyen de la mer. Son caractère plan et fertile, bien connu des géographes, est un atout pour l’agriculture.

### Hydrographie

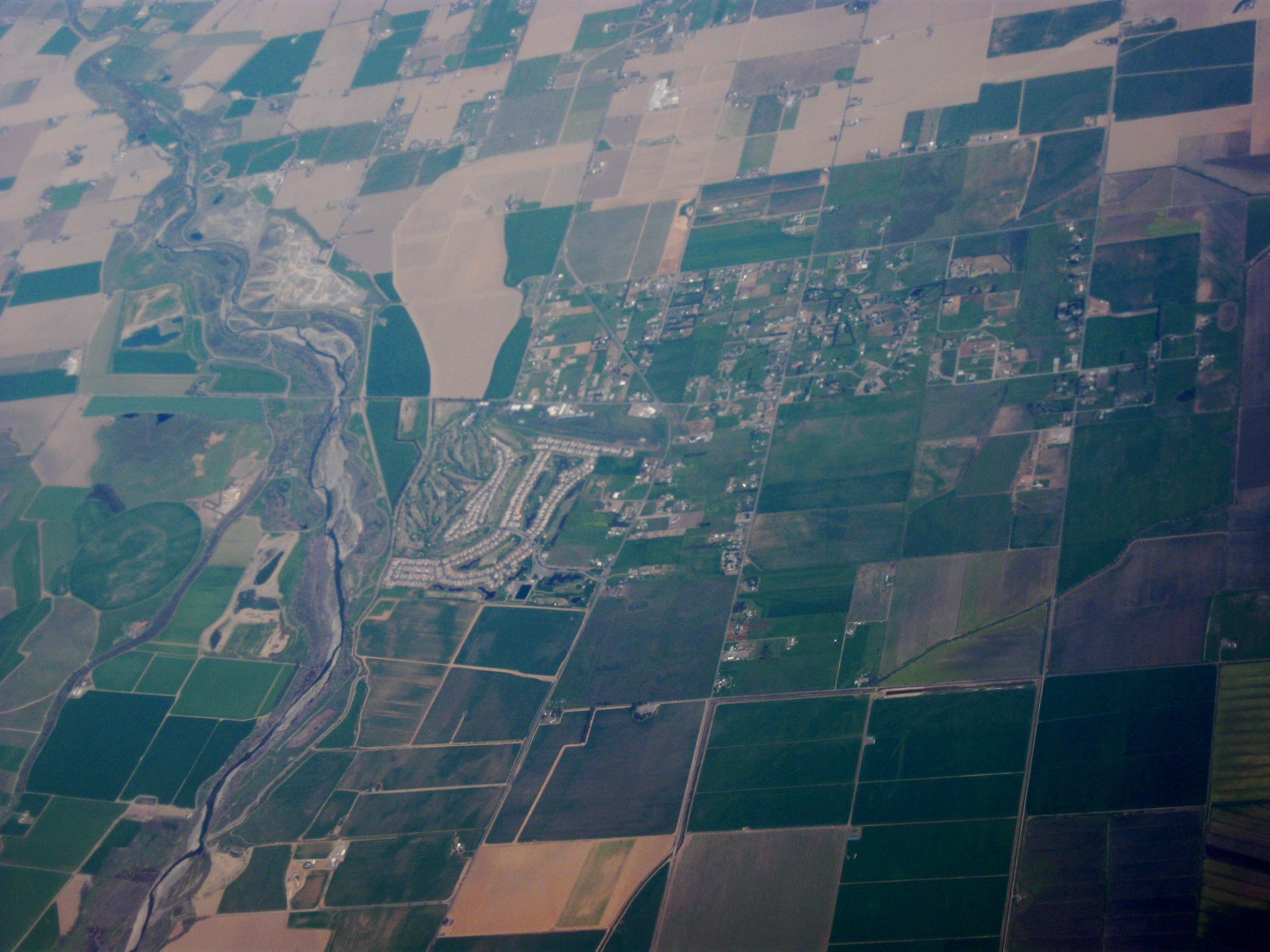
Vue aérienne de Watts-Woodland, à l'ouest de Sacramento.

Les deux plus grands fleuves de Californie coulent dans la Vallée Centrale : au nord, le Sacramento prend sa source près du mont Shasta et parcourt environ 620 km pour se jeter dans la baie de San Francisco. Au sud, le San Joaquin est navigable jusqu’à la ville de Stockton. Il prend sa source dans l’ouest de la Sierra Nevada, près de Mammoth Mountain et coulent en direction du nord. Il se jette également dans la baie de San Francisco et forme avec le Sacramento un double delta qui apporte des sédiments.
Les autres fleuves qui coulent dans le sud de la vallée centrale sont la Mokelumne River, la Stanislaus, la Tuolumne, la Merced (qui parcourt notamment la vallée de Yosemite), la Chowchilla River, la Kings River  et la Kern River. Les cours d’eau du sud ont un écoulement de type endoréique.

### Climat
La disposition longitudinale des chaînes voisines a une influence sur le climat de la Vallée Centrale. Ainsi, les chaînes côtières californiennes font obstacle aux vents océaniques qui apportent pluie et fraîcheur. Au fur et à mesure qu'on s'éloigne vers l'intérieur du continent, les précipitations diminuent ; la Vallée Centrale ne reçoit que peu d'eau : à Fresno, le total annuel des précipitations est de 260 mm pour une température moyenne de 16,8 °C. La région méridionale est la moins arrosée. Ces différences climatiques déterminent en partie les choix agricoles.

### Faune et flore
Les arbres les plus fréquents sont le Chêne blanc de Californie et le Chêne bleu. On trouve une végétation spécifique près des milieux humides.
Avant l'arrivée de l'homme blanc, les prairies étaient les terrains de parcours des antilopes d'Amérique (pronghorn (Antilocapra americana)), des wapitis (Cervus canadensis nannodes) et des prédateurs comme le grizzly, le loup ou ours noir. Aujourd'hui, la vallée centrale est presque entièrement cultivée. Les chênes sont espacés parce que le sol est pauvre et que l'eau est rare. Les milieux humides qui ont fortement régressé à cause de l’urbanisation et de la mise en valeur agricole, abritent des colonies d’oiseaux migrateurs. Quant au puma, il voit son habitat se réduire comme une peau de chagrin. Des tentatives de réintroduction du wapiti ont lieu dans les régions méridionales.
- Mammifères : cerf hémione, coyotes, rat musqué, castor, écureuil, lapin d'Amérique, dipodomys, renard nain[3].
- Oiseaux : faucon, aigle royal, chouette, élanion à queue blanche, caille, tourterelle triste, mimini, héron, mouette, aphelocoma, moineau, géocoucou (dans le Sud)[3].

## Géographie humaine

### La mise en valeur agricole

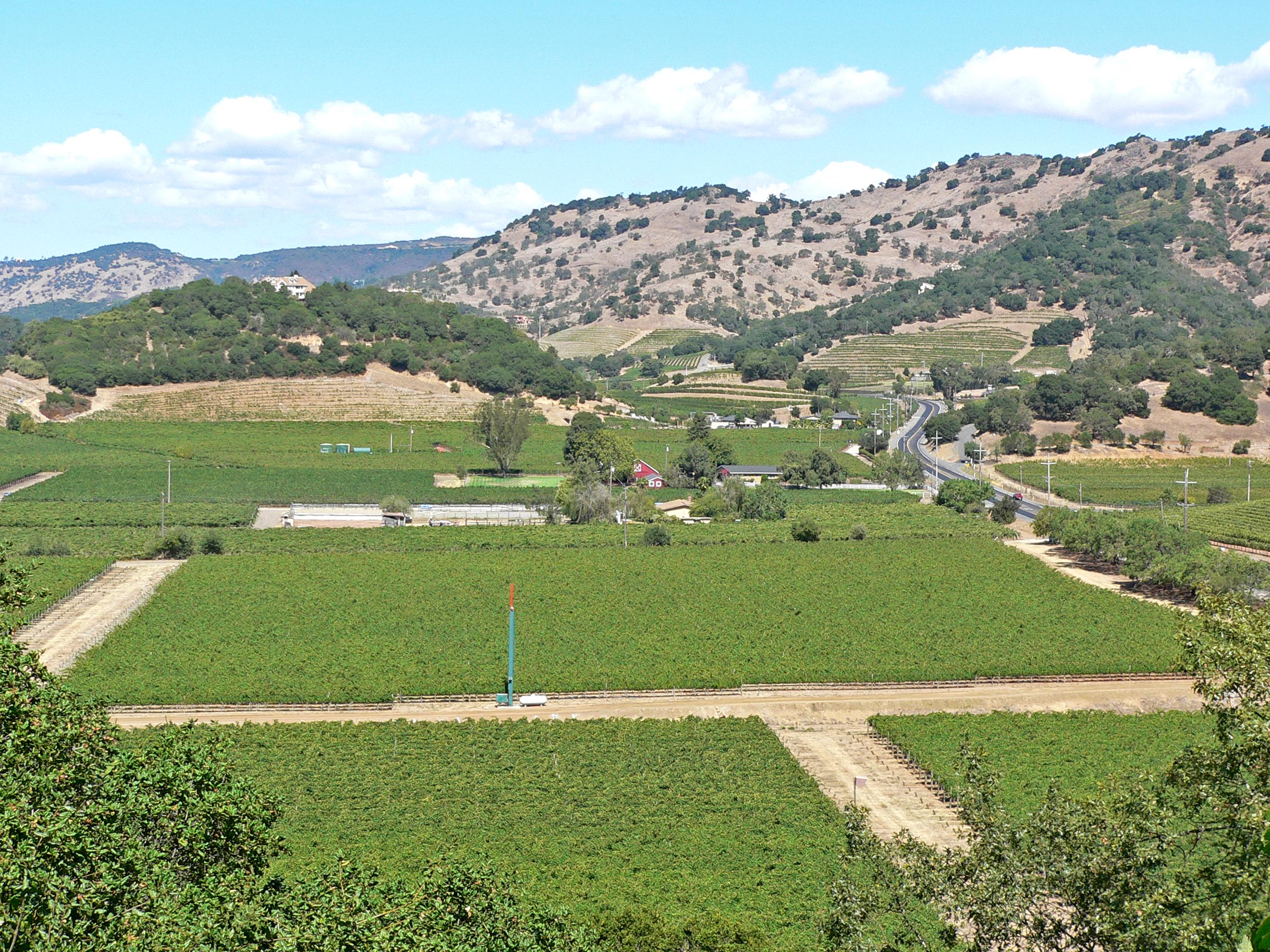
Vignoble de la Napa Valley.

La Vallée centrale de Californie est la principale région agricole de l’état. Elle fait l'objet d'une exploitation agricole intensive, moderne et diversifiée. Les sols humides du plancher alluvial ont été drainés pour mettre en valeur de nouvelles terres. Dans le sud, l’irrigation est nécessaire pour pallier le manque d’eau. Ainsi, 71 % des périmètres irrigués de Californie se trouvent dans la Vallée centrale. Une partie des produits agricoles sont mis en valeur sur place : exploitation viticole, conserveries, industries agro-alimentaires fournissent une part importante des emplois. L’autre partie est exportée, ce qui stimule l’activité des transports.
Les produits agricoles sont nombreux : le coton est cultivé dans le sud de la vallée, ainsi que la luzerne, l‘orge et les légumes. La vallée du San Joaquin produit du raisin, des amandes et des agrumes. Plus au nord, la vallée du Sacramento produit des pêches, des prunes, des poires, du raisin, mais aussi des betteraves à sucre et des pommes de terre. Au nord de la baie de San Francisco, les comtés de Sonoma et Napa sont réputés pour leur production viticole : avec 16 millions d’hectolitres, ils assurent 90 % de la production de vin des États-Unis.

### Aménagements hydrauliques
La vallée centrale a été fortement transformée depuis le XIXe siècle pour les besoins de l'agriculture. C’est avec le New Deal (années 1930) qu’est né le Central Valley Project (CVP) qui consiste en une série de barrages qui permettent l’irrigation de la vallée et prévient le risque d’inondations. Ce projet a mis en danger une grande partie de l’écosystème du delta de la baie de San Francisco et affecté la migration des saumons vers l’amont. Mal drainée par le San Joaquin, la plaine du sud était autrefois un immense marécage. Un important réseau de canaux, construit de la fin du XIXe siècle au début du XXe siècle, a permis d'en faire une des régions agricoles les plus productives des États-Unis.

### Les autres activités économiques
Le comté de Kern reste la première région pour la production du pétrole en Californie et concentre 85 % des 43 000 puits de cet état. Il assure 10 % de la production nationale. On trouve également de l'or et du kernite dans la Vallée centrale.

### Le réseau urbain

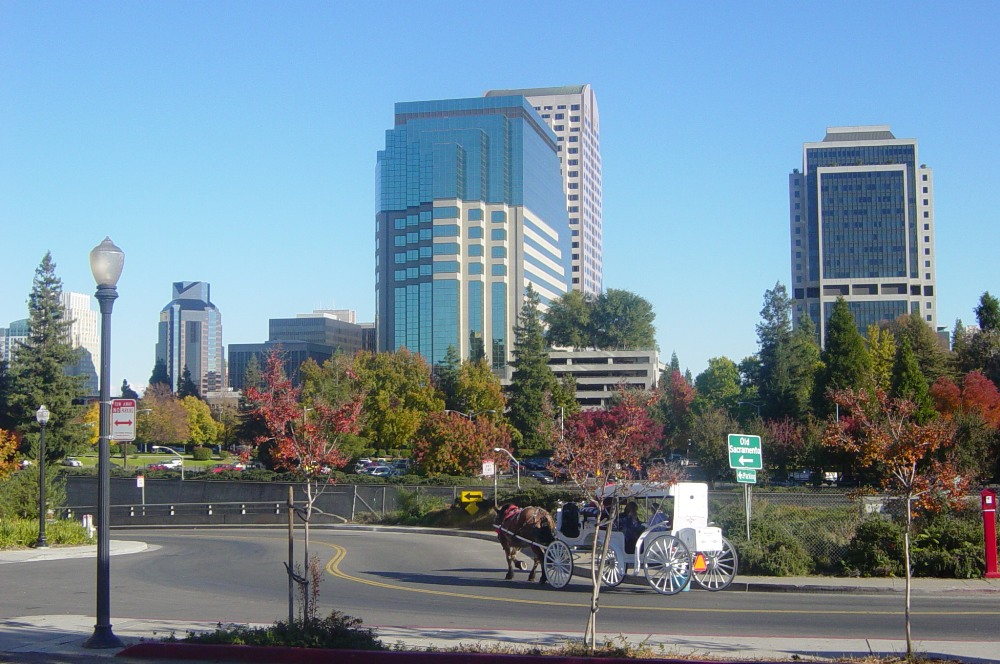
Sacramento.

Contrairement au littoral, la Vallée centrale ne compte pas de grande agglomération. Il existe une série de villes moyennes, qui sont autant de nœuds autoroutiers et ferroviaires ou de centres de redistribution des productions agricoles. Bakersfield a grandi grâce au pétrole. Sacramento reste à part : en tant que capitale de l’État de Californie, elle concentre des activités politiques.
Population des plus grandes villes
| Rang | Ville       | Comté       | Pop. municipalité | Pop. agglomération | Année de référence |
| ---- | ----------- | ----------- | ----------------- | ------------------ | ------------------ |
| 1    | Sacramento  | Sacramento  | 456 441           | 1 796 857          | 2004               |
| 2    | Fresno      | Fresno      | 494 665 (2016)    | 1 002 284          | 2005               |
| 3    | Bakersfield | Kern        | 311 824           |                    | 2005               |
| 4    | Stockton    | San Joaquin | 289 800           | 668 265            | 2005               |
| 5    | Modesto     | Stanislaus  | 206 300           | 514 370            | 2005               |